# Bretton Woods International 1972
Il Bretton Woods International 1972 è stato un torneo di tennis giocato sulla terra rossa. Il torneo fa parte del Commercial Union Assurance Grand Prix 1972. Si è giocato a Bretton Woods negli Stati Uniti dal 3 al 9 luglio 1972.

## Campioni

### Singolare maschile
Cliff Richey ha battuto in finale  Jeff Borowiak con il punteggio di 6–1 6–0

### Doppio maschile
John Alexander /  Fred Stolle hanno battuto in finale  Niki Pilic /  Cliff Richey con il punteggio di 7–6, 7–6